# Heinrich Nitschmann

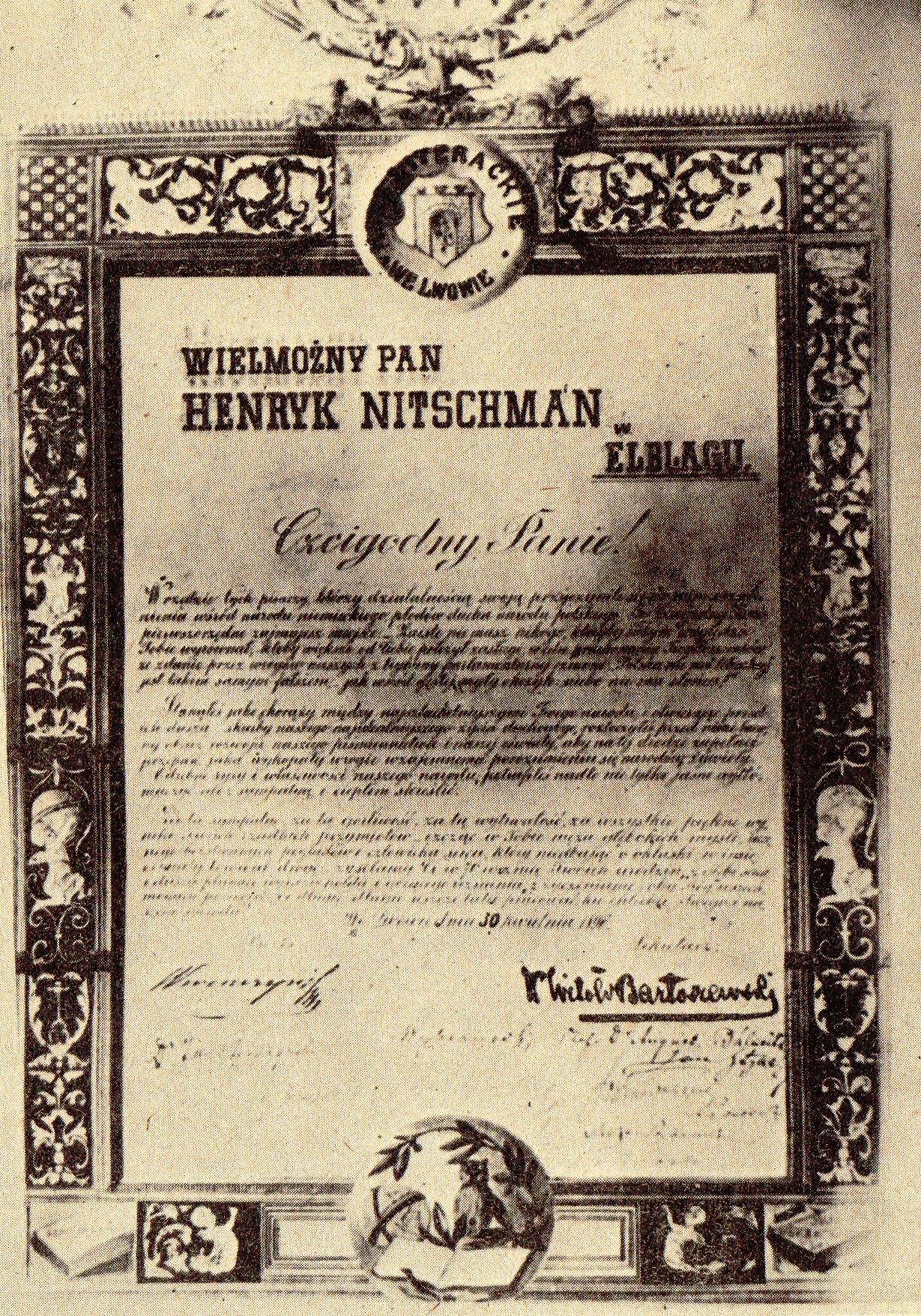
List na 70. urodziny od członków koła literackiego ze Lwowa

Heinrich Eduard Nitschmann (ur. 24 kwietnia 1826 w Elblągu, zm. 27 kwietnia 1905 tamże) – niemiecki poeta, muzyk, miłośnik, tłumacz literatury polskiej oraz jej popularyzator w Niemczech.

## Życiorys
Heinrich Nitschmann był synem radcy sądowego. W latach 1832–1843 uczęszczał do Gimnazjum Elbląskiego, zwanego das Atheneum Elbingense. Na rok przed ukończeniem szkoły, z polecenia rodziców, odbył trzyletnią praktykę w majątkach ziemskich pod Elblągiem. Od 1855 roku uczęszczał na Uniwersytet w Berlinie, jako wolny słuchacz, jednak studiów nie ukończył. W tym też czasie opanował język polski. Z racji swego zainteresowania polską kulturą i literaturą w roku 1854 został tłumaczem.
Pierwszym przekładem Nitschmanna był wiersz Franciszka Morawskiego Łza, który ukazał się w elbląskiej prasie. Później wiersze tłumaczone przez Nitschmanna drukowała lipska gazeta Novellen Zeitung. Po swoim powrocie na tereny Prus Królewskich osiadł pod Działdowem, w majątku Pożary (Pasaren). Na miejscu zaczął rozwijać swój talent muzyczny, tworząc kompozycje na fortepian oraz doskonalił znajomość języków polskiego i serbskiego.
W 1865 roku Nitschmann powrócił do Elbląga. Zainteresował się również literaturą angielską i francuską. W 1868 wydał w Gdańsku antologię Album wierszy zagranicznych (Album ausländischer Dichtung), w którym zawarł tłumaczenia poezji polskiej, angielskiej, francuskiej i serbskiej. W 1875 nawiązał przez tłumacza współpracę z wydawnictwem Brockhaus w Lipsku. Zaowocowało to publikacją, w której ukazały się przekłady kilkudziesięciu polskich poetów.
Oprócz pracy translatorskiej Nitschmann zajmował się muzyką poważną. Komponował utwory i stał się krytykiem muzycznym oraz organizatorem koncertów. W roku 1869 założył w rodzinnym Elblągu Towarzystwo Filharmoniczne (kierował nim do 1878). Jego fascynacja polską kulturą, obyczajami i tradycją sprawiła, że krytykował germanizację i akcje kolonizacyjne.
Zmarł 27 kwietnia 1905 roku, w wieku 79 lat. Do końca życia pozostał kawalerem, więc w testamencie (napisanym po polsku) zapisał większość swego majątku miastu Elbląg z przeznaczeniem na cele charytatywne. Część jego księgozbioru, liczącego blisko 3000 pozycji, znajduje się w Bibliotece Elbląskiej.
W uznaniu zasług Heinricha Nitschmanna w popularyzacji literatury i kultury polskiej rada miasta jego rodzinnego Elbląga nadała jego imię jednej z elbląskich ulic. W roku 1945 przemianowano ją na ulicę Bielańską. W latach powojennych władze miasta zburzyły jego dom przy ul. Rybackiej na Starym Mieście oraz zniszczyły jego miejsce spoczynku w pobliżu kościoła św Anny podczas likwidacji cmentarza pod Park Traugutta. W latach 60. XX w. przywrócono poprzednią nazwę ulicy.

## Publikacje
- 1860 Gdańsk – Polska na Parnasie (Der Polnische Parnass)
- 1868 Gdańsk – Album wierszy zagranicznych (Album ausländischer Dichtung)
- 1880 Lipsk – Iris
- 1882 Lipsk – Historia literatury polskiej (Geschichte der polnischen Litteratur)
- 1885 – Hogia
- 1889 Lipsk – Historia literatury polskiej (Geschichte der polnischen Litteratur)
- 1896 Gera – Historia literatury polskiej (Geschichte der polnischen Litteratur)